# Franz Martin Hilgendorf
Franz Martin Hilgendorf, född 5 december 1839 i Neudamm i Preussen (senare Dębno i Polen), död 5 juli 1904 i Berlin, var en tysk zoolog och paleontolog. 
Hilgendorfs forskning om fossila snäckor från Steinheimkratern vid Steinheim am Albuch i början av 1860-talet presenterade paleontologiska bevis för evolutionsteorin, som publicerats av Charles Darwin år 1859 i dennes vetenskapliga verk Om arternas uppkomst.
År 1905 beskrev Hilgendorf fiskarten Fundulus neumanni (idag synonym till Nothobranchius neumanni). Fiskarterna Helicolenus hilgendorfii och Tetraodon hilgendorfii är uppkallade efter Hilgendorf.
Hilgendorf invaldes 1877 som ledamot av Leopoldina.